# 2016年夏季奧林匹克運動會南蘇丹代表團
2016年夏季奧林匹克運動會南蘇丹代表團派出3名運動員參加2016年8月5日至8月21日在巴西里約熱內盧舉行的2016年夏季奧林匹克運動會。這是南蘇丹自2015年8月2日取得國際奧委會會員資格後第一次參加奧運。

## 田径
南苏丹有三名田径运动员获外卡邀请，得以代表南苏丹参加奥运，其中古爾·馬里亞曾以独立参赛者的身份参加过2012年倫敦奧運、玛格丽特·哈桑曾以独立参赛者的身份参加过2014年夏季青奥会。
注
- Note – 径赛运动员的预赛排名是该运动员所在小组的排名，而非总排名
- Q = 直接晋级至下一轮
- q = 径赛：因在所有未直接晋级选手中成绩靠前而获得剩下的晋级名额；田赛：未达到晋级标准成绩但总排名靠前
- NR = 国家纪录
- N/A = 该小项无此轮比赛
- Bye = 轮空

径赛
| 运动员        | 项目       | 预赛     | 预赛   | 半决赛 | 半决赛 | 决赛    | 决赛   |
| 运动员        | 项目       | 成绩     | 排名   | 成绩   | 排名   | 成绩    | 排名   |
| ------------- | ---------- | -------- | ------ | ------ | ------ | ------- | ------ |
| 桑提諾·肯伊   | 男子1500米 | 3:45.27  | 12     | 未晋级 | 未晋级 | 未晋级  | 未晋级 |
| 古爾·馬里亞   | 男子馬拉松 | 不適用   | 不適用 | 不適用 | 不適用 | 2:22:45 | 81     |
| 玛格丽特·哈桑 | 女子200米  | 26.99 PB | 8      | 未晋级 | 未晋级 | 未晋级  | 未晋级 |